# Chris Andrews
Chris Andrews, född 15 oktober 1942 i Romford, är en engelsk sångare, låtskrivare och producent som hade vissa framgångar på 1960-talet. Han är mest känd för låtarna "Yesterday Man" (1965) och "Pretty Belinda" (1969). Han har också skrivit flera låtar för Sandie Shaw, varav den mest kända är "Long Live Love" från 1965.
Som låtskrivare fick han sin första framgång med "The First Time", insjungen av Adam Faith 1963. Låten nådde femteplatsen på Englandslistan. Han inledde sedan ett långvarigt samarbete med Sandie Shaw, för vilken han skrev brittiska hitlåtar som "Girl Don't Come" (1964), "I'll Stop at Nothing" (1965),  "Message Understood" (1965), "Tomorrow" (1966). Hans sista låt för Shaw blev 1969 års "Think It All Over". Han gav samtidigt ut låtar som soloartist för bolagen Decca Records, och senare Pye Records. "Yesterday Man" blev med sin skaliknande takt en stor hit i många europeiska länder sent 1965, men de efterföljande singlarna gick inte lika bra, även om "To Whom It Concerns" nådde trettonde plats på Englandslistan, och listnoterades i några andra länder samma år. I USA fick han aldrig något genombrott, där stannade låten "Yesterday Man" på plats 94 på Billboard Hot 100.
Andrews var under den senare delen av 1960-talet mer populär i länder som Tyskland, Österrike och Sydafrika än hemlandet Storbritannien. När hans låt "Pretty Belinda" gavs ut 1969 blev den en stor hit i dessa länder, liksom i Norge och Sverige 1970, men listnoterades inte i hemlandet.

### Fotnoter
1. ↑  Chris Andrews på Allmusic (engelska) Allmusic.com biografi av Richie Unterberger
2. ↑  IMDb.com database
3. ↑  https://www.officialcharts.com/artist/7838/adam-faith/